# Puta's fever
Puta's fever es el segundo álbum de estudio de la banda francesa Mano Negra. Fue lanzado al mercado en 1989 con la discográfica Virgin France, S.A. La edición francesa de la revista Rolling Stone nombró a este álbum el puesto 8º (de 100) de los mejores álbumes de rock francés.

## Lanzamiento y recepción
Las críticas y las listas de ventas de discos indicaron al disco de Mano Negra como el mejor álbum de toda su historia (400,000 copias vendidas solo en Francia). Este álbum contiene canciones como "King Kong Five" (sencillo exitoso), "Pas Assez De Toi", "Sidi H Bibi" (canción tradicional árabe), "Rock n' Roll Band", "Soledad" y "The Rebel Spell".
Este álbum no se puede clasificar en un solo estilo, contiene una gran variedad de ritmos que van desde el hip-hop hasta los que hoy se conoce como Texmex ("Patchuko Hop"), o desde el rock hasta claras influencias de ska. Con este álbum Mano Negra se consolidó como la principal escena alternativa de Francia y el reconocimiento general de toda Europa, básicamente recorrió el mundo con este disco (Japón, Europa, e hicieron sus primeras visitas a Estados Unidos y México).

## Lista de canciones
Todas las canciones escritas y compuestas por Manu Chao, excepto donde se indica. 
| N.º   | Título                                           | Duración |  |
| 1.    | «Mano Negra»                                     | 0:57     |  |
| 2.    | «Rock'N' Roll Band»                              | 2:33     |  |
| 3.    | «King Kong Five» (Manu Chao/Mano Negra)          | 1:56     |  |
| 4.    | «Soledad»                                        | 2:34     |  |
| 5.    | «Sidi 'h' Bibi» (Tradicional. Arr: Mano Negra)   | 2:36     |  |
| 6.    | «The Rebel Spell» (Tradicional. Arr: Mano Negra) | 2:01     |  |
| 7.    | «Peligro»                                        | 2:52     |  |
| 8.    | «Pas assez de toi»                               | 2:19     |  |
| 9.    | «Magic Dice»                                     | 1:23     |  |
| 10.   | «Mad House» (Manu Chao/Jo Dahan)                 | 2:40     |  |
| 11.   | «Guayaquil City» (Manu Chao/Thomas Darnal)       | 3:01     |  |
| 12.   | «Voodoo»                                         | 3:00     |  |
| 13.   | «Patchanka»                                      | 3:05     |  |
| 14.   | «La rançon du succès»                            | 1:57     |  |
| 15.   | «The Devil's Call»                               | 1:42     |  |
| 16.   | «Roger Cageot» (Manu Chao/Daniel Jamet)          | 2:27     |  |
| 17.   | «El Sur»                                         | 1:00     |  |
| 18.   | «Patchuko Hop» (Joe King Carasco)                | 2:28     |  |
| 40:37 |                                                  |          |  |

## Créditos
- Oscar Tramor (Manu Chao) - Voz principal y guitarra
- Tonio Del Borño (Antoine Chao) - Trompeta y voz
- Santiago "El Águila" Casariego - Batería y voz
- Garbancito (Philippe Teboul) - Percusión y voz
- Roger Cageot (Daniel Jamet) - Guitarra y voz
- Jo (Olivier Dahan) - Bajo y voz
- Helmut Krumar (Thomas Darnal) - teclados y voz
- 1.er Krøpöl (Pierre Gauthé) - Trombón y voz

## Músicos invitados
- Mme Oscar (Anouk) - Voz
- Napo "Chihuahua" Romero - Voz
- Alain "L'Enclume de Choisy" Wampas - Contrabajo y voz
- Zofia - Voz